# Asger Sørensen
Asger Sørensen (ur. 5 czerwca 1996 w Virklund) – duński piłkarz grający na pozycji obrońcy.